# Gunnel Sylvén
Gunnel Berta Carolina Sylvén, född 6 september 1911 på Grönsinka, Österfärnebo socken, Gävleborgs län, död 21 april 1979 i Stockholm, var en svensk målare. Hon var syster till Erik och Edvard Sylvén.
Hon var dotter till jägmästaren Erik Gustaf Hjalmar Sylvén och Märta Carolina Theresia Augusta Engdahl. Sylvén avlade förskolelärarexamen 1932 och var fram till 1939 verksam som barnträdgårdslärare. Hon studerade konst Blombergs målarskola 1934–1935 och vid Otte Skölds målarskola 1939–1942. under åren 1937 och 1953 studerade hon vid Académie Colarossi och hon studerade vid konstakademien i Florens 1948–1949.  Separat ställde hon ut i Kalmar, Uppsala och på Galerie Æsthetica i Stockholm samt ett flertal gånger i Skara. Hon medverkade i utställningarna Barnet i konsten som visades i Karlstad och Nationalmuseums God konst i hem och samlingslokaler samt samlingsutställningar i bland annat Skara, Gävle, Falköping och Skövde. Hennes konst består av barnstudier, porträtt, studier från Stockholm, småstadsbilder från Skara samt reseintryck från sydliga länder. Sylvén är representerad vid Kalmar konstmuseum och Sophiahemmet i Stockholm.

### Fotnoter
1. ↑  ”Kalmar konstmuseum”. Arkiverad från originalet den 10 december 2017. https://web.archive.org/web/20171210071719/http://konstdatabas.designarkivet.se/index.php/Detail/Object/Show/object_id/426. Läst 9 december 2017.